# Копит, Артур
Артур Ли Копит (англ. Arthur Lee Kopit; 10 мая 1937[…], Нью-Йорк, Нью-Йорк — 2 апреля 2021, Нью-Йорк, Нью-Йорк) — американский драматург, сценарист.

## Биография
Учился в Гарвардском университете: его первые пьесы были поставлены ещё в студенческие годы. Дважды был финалистом Пулитцеровской премии за пьесы «Индейцы» и «Крылья», но лауреатом так и не стал. Три раза был номинирован на премию «Тони». Наиболее известные пьесы: «Папа, папа, бедный папа, ты не вылезешь из шкапа, ты повешен нашей мамой между платьем и пижамой», «Конец света с последующим симпозиумом» (экранизирована в СССР в 1986 году), «Буффало Билл и индейцы» (экранизирована в 1976 году). Кроме того, получил известность, как автор мюзикла «Девять», основанного на фильме Федерико Феллини «Восемь с половиной».
Женился в 1967 году на пианистке Лесли Энн Гэрис; у них трое детей: Алекс, Бен и Кэт.
Копит умер 2 апреля 2021 года в своём доме на Манхэттене. Ему было 83 года, и перед смертью он страдал от прогрессирующей болезни Альцгеймера. 